# Peter van Merksteijn Jr.
Peter van Merksteijn Jr. (Hengelo, 1º settembre 1982) è un pilota di rally olandese.

## Carriera
Peter iniziò la propria carriera nel 2006 all'età di 24 anni quando partì con una Renault Mégane che nel 2007 fu accantonata per una più performante Mitsubishi Lancer Evolution che gli permise insieme al navigatore Eddy Chevallier di diventare campione di Gruppo N nazionale.
Sempre con la Mitsubishi Gruppo N prese parte a cinque apparizioni nel Campionato del mondo con il suo debutto in Germania.
A metà stagione 2008, vista la sua ascesa, Peter passò dalla Evo alla Ford Focus e fra il 2008 e il 2010 corse altri cinque rally sulla scena mondiale con il miglior piazzamento in 17ª posizione nel Rally di Germania e in Svezia.
Nel 2011 Peter ha preso parte a dieci rally ufficiali con il proprio team ottenendo come miglior risultato un 9º posto assoluto in Germania che gli fece eguagliare il precedente record come miglior piazzamento di un pilota olandese.

## Van Merksteijn Motorsport
Fondato dal padre e da Gerard Grouve, Peter è uno dei principali artefici dello sviluppo del team che attualmente corre sia in WRC che nelle gare su pista (Gran Turismo, 24 Ore ecc....).

## Risultati nel WRC
| 2007 | Scuderia                  | Vettura                  |  |  |  |  |  |  |  |  |  |    |  |    |  |  |  |    | Punti | Pos. |
| ---- | ------------------------- | ------------------------ |  |  |  |  |  |  |  |  |  | -- |  | -- |  |  |  | -- | ----- | ---- |
| 2007 | Van Merksteijn Motorsport | Mitsubishi Lancer Evo IX |  |  |  |  |  |  |  |  |  | 70 |  | 60 |  |  |  | 29 | 0     |      |

| 2008 | Scuderia                  | Vettura                                          |  |     |  |  |  |     |  |  |  |    |  |     |  |  |  |  | Punti | Pos. |
| ---- | ------------------------- | ------------------------------------------------ |  | --- |  |  |  | --- |  |  |  | -- |  | --- |  |  |  |  | ----- | ---- |
| 2008 | Van Merksteijn Motorsport | Mitsubishi Lancer Evo IX e Ford Focus RS WRC '06 |  | Rit |  |  |  | Rit |  |  |  | 17 |  | Rit |  |  |  |  | 0     |      |

| 2009 | Scuderia                  | Vettura               |  |    |  |     |  |  |  |  |  |  |  |  |  |  |  |  | Punti | Pos. |
| ---- | ------------------------- | --------------------- |  | -- |  | --- |  |  |  |  |  |  |  |  |  |  |  |  | ----- | ---- |
| 2009 | Van Merksteijn Motorsport | Ford Focus RS WRC '06 |  | 18 |  | Rit |  |  |  |  |  |  |  |  |  |  |  |  | 0     |      |

| 2010 | Scuderia                  | Vettura               |    |  |  |  |  |  |  |  |  |  |  |  |  |  |  |  | Punti | Pos. |
| ---- | ------------------------- | --------------------- | -- |  |  |  |  |  |  |  |  |  |  |  |  |  |  |  | ----- | ---- |
| 2010 | Van Merksteijn Motorsport | Ford Focus RS WRC '07 | 17 |  |  |  |  |  |  |  |  |  |  |  |  |  |  |  | 0     |      |

| 2011 | Scuderia                  | Vettura         |  |  |    |     |     |     |     |  |   |    |     |    |     |  |  |  | Punti | Pos. |
| ---- | ------------------------- | --------------- |  |  | -- | --- | --- | --- | --- |  | - | -- | --- | -- | --- |  |  |  | ----- | ---- |
| 2011 | Van Merksteijn Motorsport | Citroën DS3 WRC |  |  | 22 | Rit | Rit | Rit | Rit |  | 9 | 13 | Rit | 17 | Rit |  |  |  | 2     | 25º  |

| 2012 | Scuderia                  | Vettura         |  |    |  |    |  |  |  |  |     |  |  |  |  |  |  |  | Punti | Pos. |
| ---- | ------------------------- | --------------- |  | -- |  | -- |  |  |  |  | --- |  |  |  |  |  |  |  | ----- | ---- |
| 2012 | Van Merksteijn Motorsport | Citroën DS3 WRC |  | 19 |  | 10 |  |  |  |  | Rit |  |  |  |  |  |  |  | 1     | 33º  |

| Legenda | 1º posto | 2º posto | 3º posto | A punti | Senza punti | Ritirato | Squalificato | NP=Non partito C=Gara cancellata | Apice=Power stage |